# Líber Seregni
Líber Seregni Mosquera (Montevideo, 13 de diciembre de 1916-Montevideo, 31 de julio de 2004) fue un militar y político uruguayo. Fue uno de los fundadores del Frente Amplio, su primer candidato presidencial y primer líder de esta fuerza política.
Desarrolló una larga carrera en el Ejército, de donde se retiró con el rango de General en 1968. El 5 de febrero de 1971 preside la creación del Frente Amplio y el 26 de marzo es el orador en el primer acto conjunto. En las elecciones de noviembre de ese año es el candidato a la presidencia de la República de la nueva organización política.
En una manifestación del 9 de julio de 1973 contra el golpe de Estado acontecido el 27 de junio de ese año, Seregni es arrestado pasando 16 meses preso. En enero de 1976, vuelve a ser apresado y queda en prisión por más de ocho años.
Iniciado el proceso de apertura de la dictadura tras la derrota del voto celeste "Sí" impulsado por los militares en el plebiscito constitucional de 1980, desde la cárcel Seregni convoca a los frenteamplistas a votar en blanco en las elecciones internas de los partidos políticos de 1982, organizadas por la dictadura con la proscripción del Frente Amplio. 
Tras el Pacto del Club Naval de agosto de 1984, se pacta el fin de la dictadura y la celebración de elecciones en noviembre de ese mismo año. El 19 de marzo de 1984 es liberado y ese mismo día, ante una multitud que fue hasta su casa, pronuncia un histórico discurso. Liberado pero en calidad de proscripto, sin poder ser candidato, la fórmula presidencial del Frente Amplio fue Crottogini - D'Elía.
Vuelve a ser candidato a presidente por el Frente Amplio en las elecciones de 1989, siendo acompañado en la fórmula por Danilo Astori. Después de conducir el Frente Amplio por 25 años, renuncia a la presidencia de la coalición de izquierdas en 1996 y en 2003, durante el 4to. Congreso del Frente Amplio, anuncia su retiro de la política activa.
En 2004 da su último discurso en el Paraninfo de la Universidad de la República y el 31 de julio de ese mismo año fallece, víctima de cáncer de páncreas, a pocos meses del primer triunfo presidencial del Frente Amplio en las elecciones de 2004. 

## Biografía
Seregni nació el 13 de diciembre de 1916 en el barrio Palermo de Montevideo. La enseñanza primaria la realizó en la Escuela Brasil ubicada en el barrio Pocitos.  En 1933 fue arrestado por concurrir a un acto de apoyo a la Segunda República Española, apoyo que dio indicio de su compromiso con la política, que desarrolló e incrementó posteriormente.
Desde ese primer paso y hasta su muerte, Seregni se fue transformando en referente de una forma de ver el mundo y el país, logrando el apoyo de amplios sectores de la población y, cerca del final de sus días, el respeto y los elogios de sus opositores. En 1941 se casó con Lilí Lerena, con quien tuvo dos hijas, Bethel y Giselle.
Falleció el 31 de julio de 2004, tres meses antes de que el Frente Amplio resultara ganador en las elecciones presidenciales.
Días más tarde de su entierro en el Panteón Nacional del Cementerio Central, sus familiares procedieron a la cremación y lanzaron sus cenizas por la meseta de Artigas, en Paysandú, en un acto al que los acompañaron gran cantidad de militantes.

## Carrera militar
Inició sus estudios en 1933, obteniendo el grado de alférez tres años después, el grado de coronel en 1958 y el grado de general en 1963. En 1959 organizó la evacuación de Paso de los Toros, ciudad que se encontraba amenazada por la creciente en Rincón del Bonete.
Su carrera militar fue prolífica, cumpliendo actividades dentro y fuera del país, entre las que figuran agregadurías militares en las embajadas de Uruguay en México y los Estados Unidos, llegando a ser jefe de la Región militar N.º 2 con asiento en San José y, luego, de la Región militar N.º 1 con asiento en Montevideo. En esta función debió reprimir protestas gremiales que crecían ante la escalada represiva del gobierno de Jorge Pacheco Areco (Partido Colorado) en un marco de descontento y protesta social.
Pidió su pase a retiro en noviembre de 1968, el que fue concedido en abril de 1969. El texto de su solicitud de retiro es explícito en que se debió a su disconformidad con una operación inmobiliaria que consistió en un canje de propiedades entre la Iglesia católica y el Ejército, dispuesta por el Ministerio de Defensa. En su carta de solicitud de pase a retiro, elevada al Comando General del Ejército, Seregni sostenía la teoría de que el ministro de Defensa era un cargo administrativo, sin mando. No obstante, el episodio también ha sido atribuido a discrepancias con la actitud represiva del gobierno de Jorge Pacheco Areco.

## Actuación política

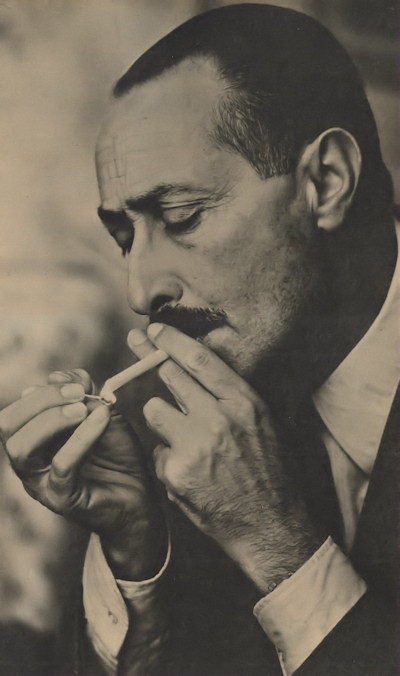
Líber Seregni en 1971 (Revista)

Desde el momento de su pase a retiro dedicó su vida a la política. Ya desde antes se venía perfilando como un posible candidato presidencial en el seno del Partido Colorado, como alternativa a Pacheco. La idea era promovida por los senadores Alba Roballo, Zelmar Michelini y otros dirigentes, pero terminó naufragando.

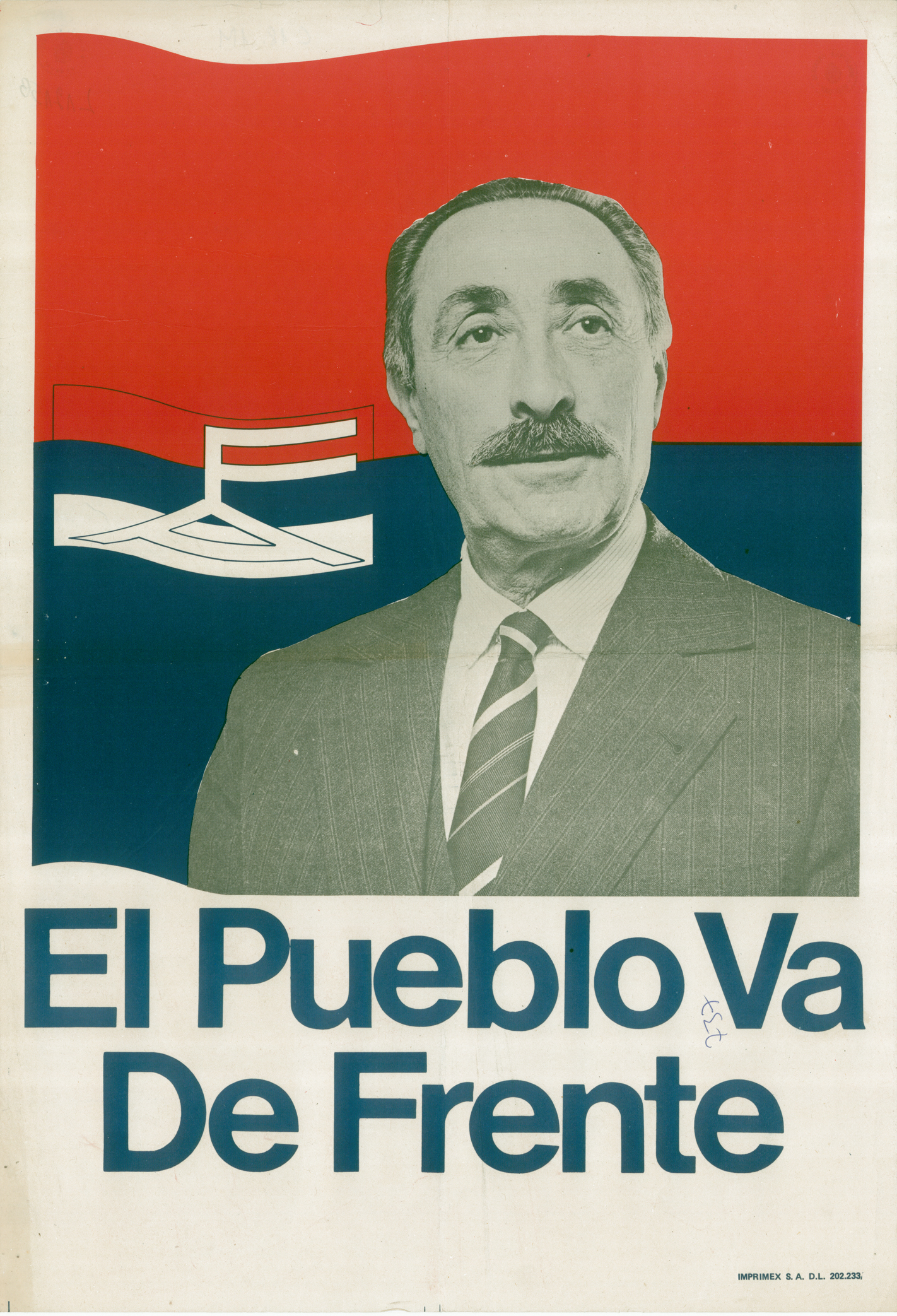
Propaganda política del Frente Amplio para las elecciones de 1984.

En 1971, fruto de la concertación de diferentes grupos, sectores y dirigentes afines a la izquierda, se fundó el Frente Amplio, coalición que agrupaba a socialistas, comunistas, demócratas cristianos, grupos de ultraizquierda y sectores escindidos del Partido Colorado y del Partido Nacional. Seregni fue designado su presidente.  En las elecciones nacionales de 1971 fue candidato presidencial por el Frente Amplio, acompañado en la fórmula presidencial por el médico Juan José Crottogini. Obtuvo el 18,28% de los votos.
El 9 de julio de 1973 se realizó una manifestación pública contra el golpe de Estado del 27 de junio de ese año. Ese día, Seregni fue apresado junto al general Víctor Licandro. Ambos se encontraban en casa del coronel Carlos Zufriategui. Fue liberado en forma provisoria el 2 de noviembre de 1974.
El 11 de enero de 1976 volvió a ser arrestado. En 1978 fue condenado por el Supremo Tribunal Militar a 14 años de prisión y a la pérdida de su rango militar, acusado de "sedición y traición a la patria". Durante su cautiverio se hicieron campañas por su libertad en todo el mundo las que, junto a su espíritu y vocación democrática, lo trasformaron en una figura política de prestigio y renombre internacional.
Desde la cárcel, Seregni convocó a los frenteamplistas a votar en blanco en las elecciones internas de los partidos políticos de 1982, en las que no participaba el Frente Amplio, proscrito por la dictadura cívico militar. Sin publicidad y en medio de la clandestinidad, 85.515 personas siguieron ese camino.
Apoyó la participación del Frente Amplio en las negociaciones con la dictadura, que cristalizaron en el denominado Pacto del Club Naval, que abrió las puertas para la realización de elecciones en noviembre de ese año. Fue liberado el 19 de marzo de 1984 y en ese mismo día, ante una multitud que fue hasta su casa, pronunció un discurso histórico, llamando a redoblar la lucha sin odio ni resentimiento. Tanto a él como a Wilson Ferreira Aldunate, líder del Partido Nacional, junto a miles de militantes opositores al régimen les impidió presentarse a cargos electivos.

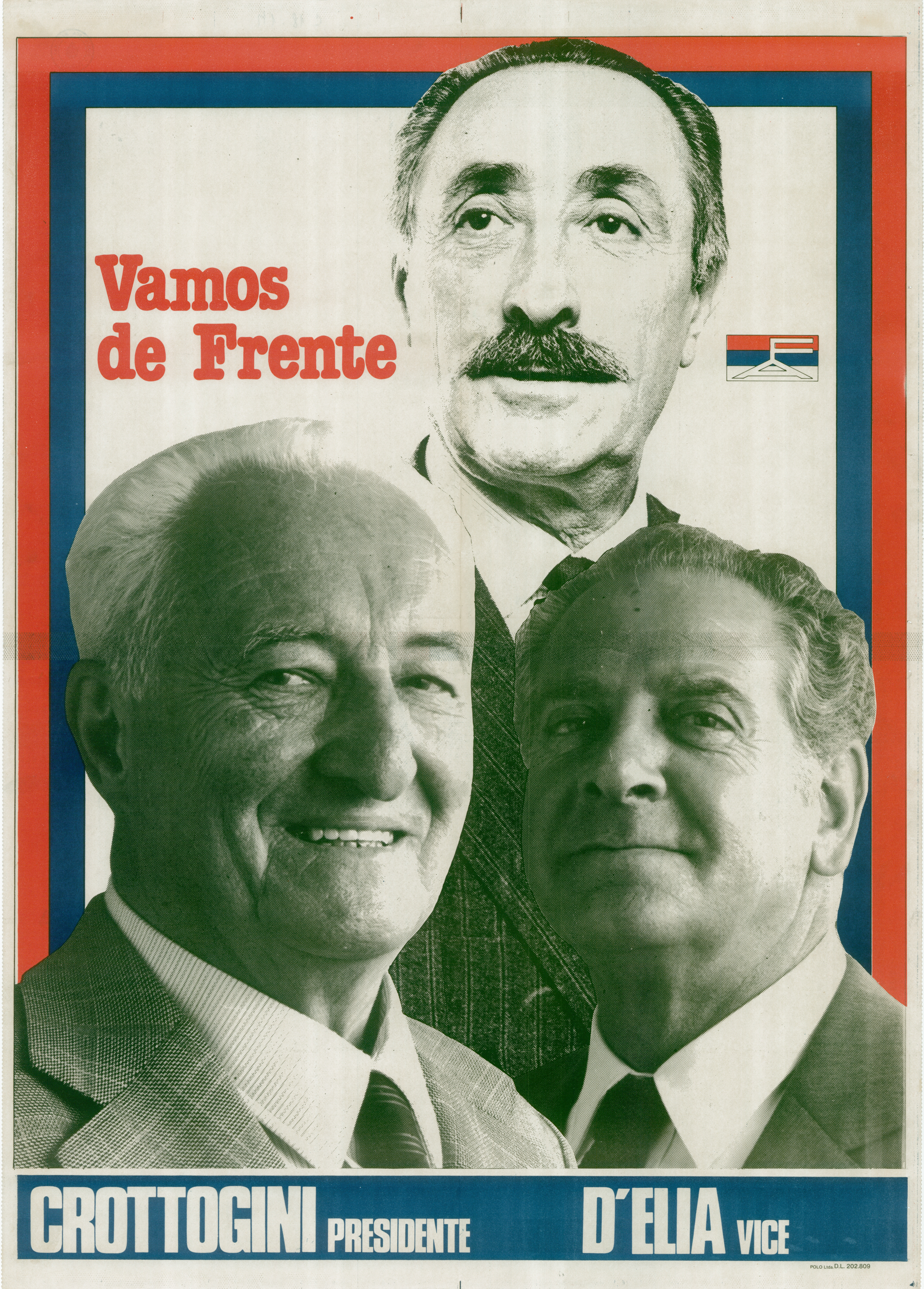
La fórmula presidencial del Frente Amplio en 1984: Crottogini a la presidencia y D'Elía como vice.

El viernes 10 de agosto el Frente Amplio realizó una concentración en la Explanada municipal. Seregni habló dos horas explicando el acuerdo del Pacto de Club Naval y propuso como candidato a la presidencia al Dr. Juan José Crottogini, médico y profesor emérito de la Universidad, que había representado al Frente estando Seregni preso, y José D'Elía, dirigiente sindical, como vicepresidente.
En las elecciones nacionales de 1989 fue el candidato presidencial del Frente Amplio, acompañado como candidato a vicepresidente por Danilo Astori, un dirigente en ascenso, quien a su vez se postuló al Senado por todas las listas. En mayo de 1989 el Frente Amplio había sufrido un desgajamiento, cuando dos sectores fundadores, el Partido por el Gobierno del Pueblo (PGP) y el Partido Demócrata Cristiano del Uruguay (PDC), se separaron y formaron, junto a la Unión Cívica, un nuevo partido, el Nuevo Espacio. Es esas elecciones el Frente Amplio obtuvo el 21,23% de los votos.
El 5 de febrero de 1996, en un discurso público, Seregni renunció a la presidencia del Frente Amplio. En su discurso sostuvo que "no podría negociar y acordar con el gobierno y con las otras fuerzas políticas desde una posición de cuestionada representación y apoyo de mi fuerza política. Y esto, evidentemente, no es lo que le conviene al Frente Amplio”. La figura de Seregni se encontraba desgastada en la interna del Frente Amplio. Sufría la hostilidad de los sectores radicales y mantenía discrepancias con el candidato presidencial Tabaré Vázquez. Ese mismo año fundó el «Centro de Estudios Estratégicos 1815».
En 2003, durante el 4.º Congreso del Frente Amplio, anunció su retiro de la política activa. En 2004 disolvió el Centro de Estudios Estratégicos 1815 y dio su último discurso en el Paraninfo de la Universidad de la República, con ocasión de recibir el doctorado honoris causa de la institución, que es considerado su testamento político hacia la izquierda uruguaya.
No siempre comprendido ni apoyado, intentó ser unificador y conciliador dentro de su fuerza política, integrada por una gama heterogénea de organizaciones de izquierda, como el Movimiento de Liberación Nacional-Tupamaros, el Partido Comunista, el Partido Socialista, la Democracia Cristiana y sectores escindidos de los partidos Colorado y Nacional. La coalición se transformó en una alternativa real de gobierno desde que Tabaré Vázquez asumió su presidencia y aportó un nuevo estilo de liderazgo. El triunfo del Encuentro Progresista-Frente Amplio-Nueva Mayoría se concretó en las elecciones nacionales de 2004. Seregni no llegó a verlo, ya que falleció el 31 de julio de 2004, víctima de cáncer de páncreas.
El velatorio tuvo lugar en el Palacio Legislativo, y luego en la sede central del Frente Amplio, donde largas colas se formaron para despedir al líder frentista. A continuación, por orden del Poder Ejecutivo, se realizó un funeral con honores de Ministro de Estado en el Cementerio Central de Montevideo, donde autoridades del gobierno, del Frente Amplio, del Partido Nacional, del Partido Colorado, de las Fuerzas Armadas y el pueblo en general asistieron a darle el último adiós.

## Reconocimientos
- Premio Lenin de la Paz, 1982.
- Doctorado honoris causa de la Universidad de la República, 2004.
- Sepelio con honores de Ministro de Estado, 2004; sus restos fueron velados en el Salón de los Pasos Perdidos del Palacio Legislativo.